# Börzsei János (labdarúgó)
Börzsei János (Budapest, 1921. október 9. – Budapest, 2007. augusztus 30.) válogatott labdarúgó, a Magyar Labdarúgó-szövetség főtitkára 1968 és 1972 között.

## Pályafutása

### Klubcsapatban
1933-ban a III. kerületi TVE csapatában kezdte a labdarúgást. 1942 és 1945 között az Elektromos játékosaként lett élvonalbeli labdarúgó. 1946-ban rövid ideig Kolozsváron játszott, majd az MTK-hoz szerződött. Itt találta meg véglegesen a középhátvéd posztot. Visszavonulásáig, 1957-ig volt az MTK labdarúgója, ahol két bajnoki cím mellé, hat ezüstérmet és egy bronzérmet szerzett. 1955-ben a KK-győztes csapat tagja volt. Sipos Ferenc feltűnésével egyre kevesebbet szerepelt a csapatban. A kék-fehéreknél összesen 262 mérkőzésen szerepelt és 1 gólt szerzett.

### A válogatottban
1948 és 1956 között 23 alkalommal szerepelt a válogatottban. 1952-ben a Helsinkiben az olimpiai csapat tagja volt, de pályára nem lépett, így aranyérmet nem kapott. Az Aranycsapatban Lóránt Gyula tartalékja volt.

### Sportvezetőként
1957-től az OTSH illetve a Magyar Labdarúgó-szövetség munkatársa volt. 1958-ban és 1960-ban a Magyar Testnevelési és Sport Tanács (MTST) tagjának nevezték ki. 1963 decemberétől a Magyar Testnevelési és Sportszövetség országos tanácsának tagja lett. 1968 és 1972 között a Magyar Labdarúgó-szövetség főtitkára, 1973 és 1981 között az OTSH gazdasági igazgatója volt.

## Halála
2007. augusztus 30-án Budapesten hunyt el. 2007. szeptember 18-án helyezték örök nyugalomra az Apor Vilmos téri felső-krisztinavárosi plébániatemplom urnatemetőjében.

## Sikerei, díjai

### Játékosként
MTK
- Magyar bajnokság
  - bajnok: 1951, 1953
  - 2.: 1948-1949, 1950-ősz, 1952, 1954, 1955, 1957-tavasz
  - 3.: 1949-1950
- Közép-európai Kupa (KK)
  - győztes: 1955
- Magyar Köztársasági Sportérdemérem ezüst fokozat (1949)[5]
- Magyar Népköztársasági Sportérdemérem arany fokozat (1951)[6]
- A Magyar Népköztársaság kiváló sportolója (1951)[7]
- A Magyar Népköztársaság Érdemes Sportolója (1954)[8]

## Statisztika

### Mérkőzései a válogatottban
| Magyarország | Magyarország         | Magyarország                   | Magyarország       | Magyarország | Magyarország  | Magyarország | Magyarország | Magyarország |
| #            | Dátum                | Helyszín                       | Hazai              | Eredmény     | Vendég        | Kiírás       | Gólok        | Esemény      |
| ------------ | -------------------- | ------------------------------ | ------------------ | ------------ | ------------- | ------------ | ------------ | ------------ |
| 1.           | 1948. szeptember 19. | Varsó                          | Lengyelország      | 2 – 6        | Magyarország  | Balkán-kupa  | -            |              |
| 2.           | 1948. október 3.     | Újpest, Megyeri úti stadion    | Magyarország       | 2 – 1        | Ausztria      | barátságos   | -            |              |
| 3.           | 1948. október 24.    | Bukarest                       | Románia            | 1 – 5        | Magyarország  | Balkán-kupa  | -            |              |
| 4.           | 1948. november 7.    | Szófia, Junak Stadion          | Bulgária           | 1 – 0        | Magyarország  | Balkán-kupa  | -            |              |
| 5.           | 1949. április 10.    | Prága                          | Csehszlovákia      | 5 – 2        | Magyarország  | Európa-kupa  | -            |              |
| 6.           | 1949. május 8.       | Újpest, Megyeri úti stadion    | Magyarország       | 6 – 1        | Ausztria      | Európa-kupa  | -            |              |
| 7.           | 1949. június 12.     | Újpest, Megyeri úti stadion    | Magyarország       | 1 – 1        | Olaszország   | Európa-kupa  | -            |              |
| 8.           | 1949. június 19.     | Stockholm, Råsunda Stadion     | Svédország         | 2 – 2        | Magyarország  | barátságos   | -            |              |
| 9.           | 1949. július 10.     | Debrecen, Nagyerdei stadion    | Magyarország       | 8 – 2        | Lengyelország | barátságos   | -            |              |
| 10.          | 1950. június 4.      | Varsó                          | Lengyelország      | 2 – 5        | Magyarország  | barátságos   | -            |              |
| 11.          | 1950. szeptember 24. | Budapest, Megyeri úti stadion  | Magyarország       | 12 – 0       | Albánia       | barátságos   | -            |              |
| 12.          | 1950. október 29.    | Budapest, Megyeri úti stadion  | Magyarország       | 4 – 3        | Ausztria      | barátságos   | -            |              |
| 13.          | 1950. november 12.   | Szófia, Narodna Armija-stadion | Bulgária           | 1 – 1        | Magyarország  | barátságos   | -            |              |
| 14.          | 1951. május 27.      | Budapest, Megyeri úti stadion  | Magyarország       | 6 – 0        | Lengyelország | barátságos   | -            |              |
| 15.          | 1951. október 14.    | Vitkovice                      | Csehszlovákia      | 1 – 2        | Magyarország  | barátságos   | -            |              |
| 16.          | 1951. november 18.   | Budapest, Megyeri úti stadion  | Magyarország       | 8 – 0        | Finnország    | barátságos   | -            |              |
| 17.          | 1952. május 18.      | Budapest, Üllői úti stadion    | Magyarország       | 5 – 0        | NDK           | barátságos   | -            |              |
| 18.          | 1952. május 24.      | Moszkva, Dinamo-stadion        | Moszkva-válogatott | 1 – 1        | Magyarország  | barátságos   | -            |              |
| 19.          | 1953. április 26.    | Budapest, Megyeri úti stadion  | Magyarország       | 1 – 1        | Ausztria      | barátságos   | -            |              |
| 20.          | 1956. szeptember 16. | Belgrád, JNA-stadion           | Jugoszlávia        | 1 – 3        | Magyarország  | Európa-kupa  | -            |              |
| 21.          | 1956. szeptember 23. | Moszkva, Lenin-stadion         | Szovjetunió        | 0 – 1        | Magyarország  | barátságos   | -            |              |
| 22.          | 1956. október 7.     | Párizs, Colombes Stadion       | Franciaország      | 1 – 2        | Magyarország  | barátságos   | -            |              |
| 23.          | 1956. október 14.    | Bécs, Práter-stadion           | Ausztria           | 0 – 2        | Magyarország  | barátságos   | -            |              |
|              | Összesen             |                                |                    | 23           | mérkőzés      |              | 0            | gól          |